# Perasia ora
Perasia ora là một loài bướm đêm trong họ Noctuidae.